# South Toms River
South Toms River is een plaats (borough) in de Amerikaanse staat New Jersey, en valt bestuurlijk gezien onder Ocean County.

## Demografie
Bij de volkstelling in 2000 werd het aantal inwoners vastgesteld op 3634.
In 2006 is het aantal inwoners door het United States Census Bureau geschat op 3716, een stijging van 82 (2.3%).

## Geografie
Volgens het United States Census Bureau beslaat de plaats een oppervlakte van
3,1 km², waarvan 3,0 km² land en 0,1 km² water.

## Plaatsen in de nabije omgeving
De onderstaande figuur toont nabijgelegen plaatsen in een straal van 4 km rond South Toms River.